# Enallagma vesperum
Enallagma vesperum är en trollsländeart som beskrevs av Philip Powell Calvert 1919. Enallagma vesperum ingår i släktet Enallagma och familjen dammflicksländor. Inga underarter finns listade i Catalogue of Life.